# Holiday (Naughty by Nature-dal)
A Holiday a 4. és egyben utolsó kimásolt kislemez az amerikai hiphopcsapat Naughty by Nature 5. albumáról a Ninetee Naughty Nine: Nature's Fury albumról. A dal 1999. november 9-én jelent meg, és ez volt az utolsó közös munka az Arista kiadóval. A dal Ausztráliában benne volt a Top 10-ben, valamint 1. helyezett lett az R&B / Hip-Hop kislemezlistán is. A dal hangmintáit a Change nevű amerikai együttes A Lovers Holiday című dalából vettek át, mely 1980-ban 1. helyezést ért el az US Dance listán.

## Tracklista

### A-oldal
1. "Holiday"- 4:10
2. "Holiday" (Instrumental)- 4:10
3. "Holiday" (Club Mix)- 4:08

### B-oldal
1. "On the Run"- 3:21
2. "On the Run" (Instrumental)- 3:21

## Külső hivatkozások
- Megjelenések a Discogs oldalán[2]
- A dal szövege a genius.com oldalon[3]